# Amtsgericht Koblenz

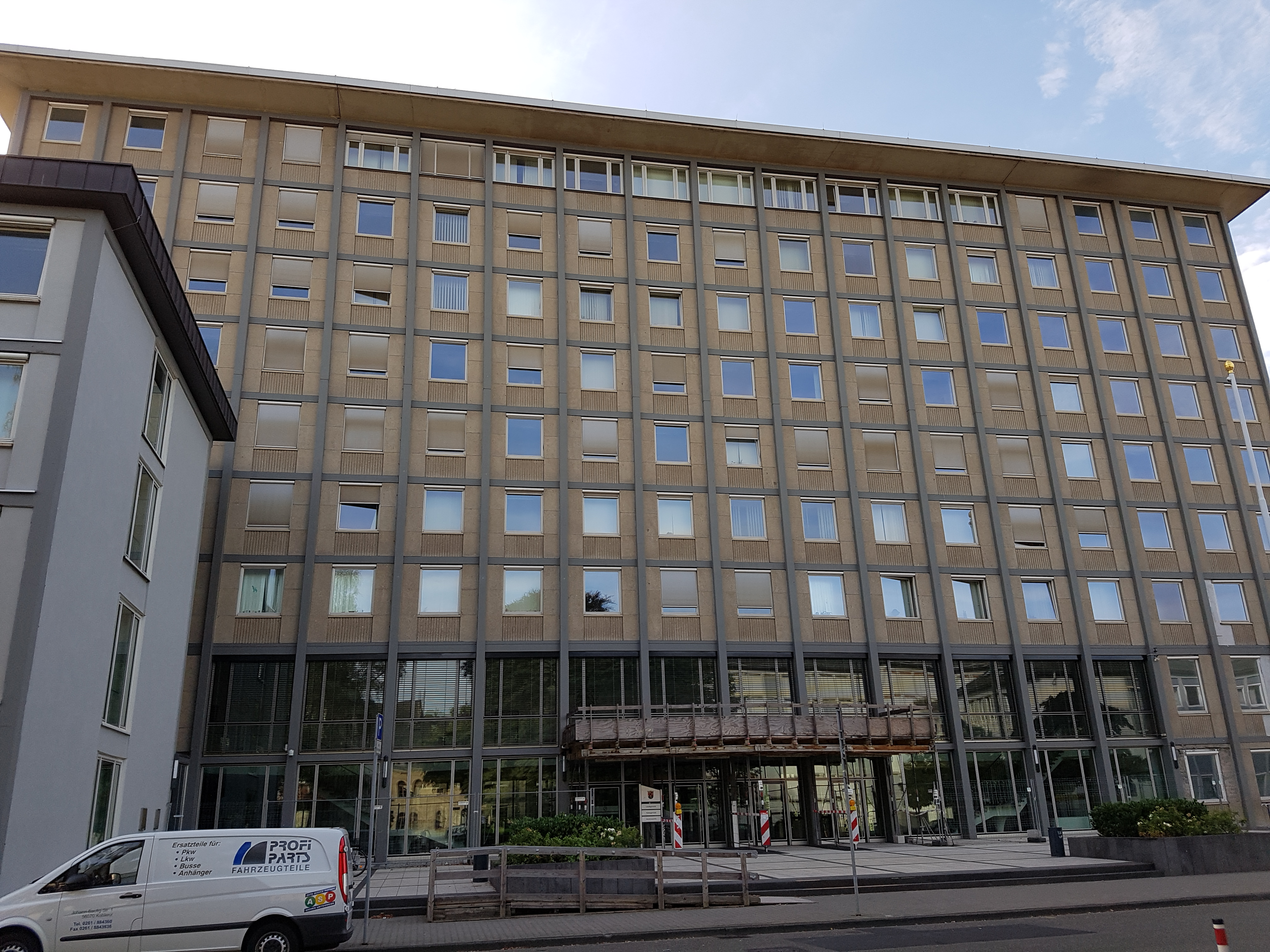
Hauptjustizgebäude

Das Amtsgericht Koblenz ist ein Gericht der ordentlichen Gerichtsbarkeit in Rheinland-Pfalz. Es ist eines der 15 Amtsgerichte im Bezirk des Landgerichts Koblenz. Mit seinen ca. 145 Mitarbeitern gehört es zu den größten Amtsgerichten in Rheinland-Pfalz.

## Gerichtsbezirk und -sitz
Der Gerichtssitz ist im Justizhauptgebäude in der Karmeliterstraße 14 in Koblenz untergebracht.
Es teilt sich das Gebäude mit dem Landgericht Koblenz. Zuständig ist das Amtsgericht für die Einwohner der Stadt Koblenz und den Verbandsgemeinden Rhein-Mosel und Vallendar sowie die Stadt Bendorf.

## Zuständigkeit
Das Amtsgericht Koblenz ist für alle Angelegenheiten zuständig, die bei einem Amtsgericht anhängig gemacht werden können.
Besondere Zuständigkeit
Darüber hinaus ist es auch zuständig für die Führung des Handels- und Vereinsregisters für die Amtsgerichtsbezirke Koblenz, Andernach, Bad Neuenahr-Ahrweiler, Cochem, Lahnstein, Mayen, Sinzig und St. Goar.

## Übergeordnete Gerichte
Dem Amtsgericht Koblenz ist das Landgericht Koblenz übergeordnet. Zuständiges Oberlandesgericht ist das Oberlandesgericht Koblenz.